# Pierre Leroux

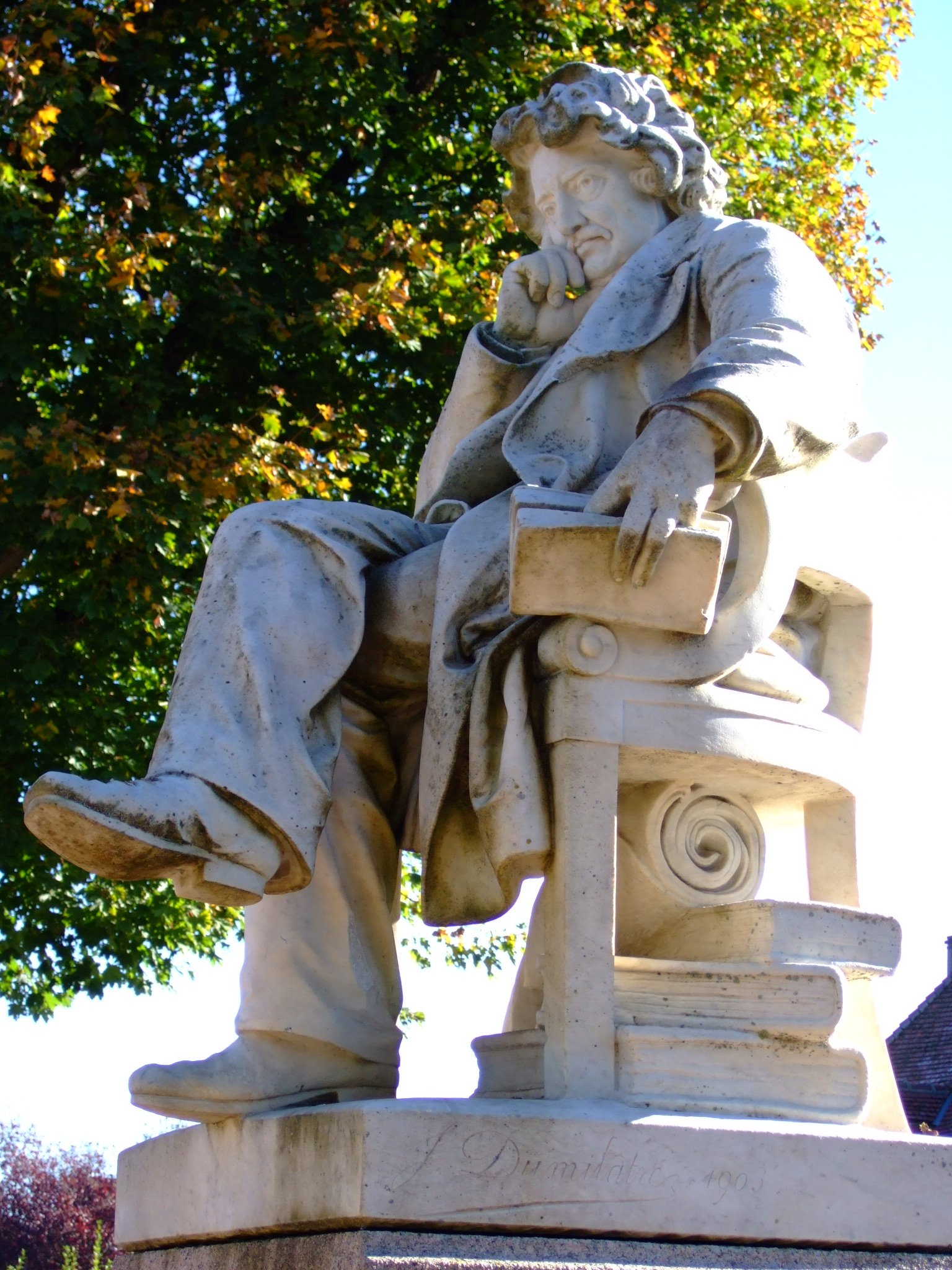
Estátua de Pierre Leroux

Pierre Leroux (Bercy, 7 de abril de 1798 - abril de 1871), foi um filósofo e político francês. Filho de artesãos nasceu em Bercy, atualmente parte de Paris. Fundou o termo “socialismo” em 1831, mesmo ano em que rompeu com a igreja de São Simão. Entre suas principais obras está “Da plutocracia” de 1843. Defensor da classe operária e partidário de um socialismo e do feminismo, foi deputado na assembleia constituinte e na assembleia legislativa (1849).
Por ser opositor do governo Louis Bonaparte, Leroux foi para o exílio após o golpe de Estado de 1851, e se instalou com sua família em Jersey, onde escreveu seu poema socialista La Grève de Samarez. Com a anistia definitiva de 1869, retornou com sua família a Paris. Apoiou a Comuna de Paris até sua morte.

## Obras
Fundou o jornal Le Globe em 1824 que se converteu em um órgão oficial da comunidade de São Simão, ao qual ele era filiado. Em 1840, publicou seu tratado De l'humanité, que contém a exposição mais completa e sistematizada de suas ideias humanitárias. Posteriormente lançou a Encyclopédie Nouvelle (1836-1843) e a Revue Indépendente (1841-1848), na qual expôs sua teoria de um deísmo nacional para substituir as religiões cristãs.

## Ideias
Na economia, ele defendia que tanto a família, o país e a propriedade estavam (na época) governados por despotismos que deveriam ser eliminados. Elaborou sistemas pelas quais esta tripla tirania podia ser abolida. Sua solução evolvia a criação de famílias sem chefes, países governos pelo próprio povo e propriedade sem direito de posse.